# Alice lạc vào khu Cheongdam-dong
Alice lạc vào khu Cheongdam-dong hay Cheongdam-dong Alice (tiếng Hàn: 청담동 앨리스; Hanja: 淸潭洞 앨리스; Romaja: Cheongdamdong Aelliseu) là một bộ phim truyền hình hài, lãng mạn Hàn Quốc thủ vai chính bởi Moon Geun-young trong vai Han Se-gyeong là một cô gái chăm chỉ, tháo vát, thông minh, ước mơ trở thành nhà thiết kế thời trang nổi tiếng nhưng lại có gia cảnh không tốt, số phận trớ trêu.
Điều mong muốn của cô là được sống và làm việc trong khu Cheongdam-dong - thiên đường thời trang tại Seoul, và Park Si-hoo trong vai Cha Seung-jo một CEO của công ty hàng hiệu - người thay đổi hoàn toàn cuộc đời của Se-gyeong. Phim được phát sóng trên SBS từ ngày 1 tháng 12 năm 2012 đến ngày 27 tháng 1 năm 2013 vào thứ 7 và chủ nhật lúc 21:55 cho 16 tập.

## Cốt truyện
Phương châm sống của Han Se-gyeong là: "L'effort est ma force." (Chăm chỉ là sức mạnh.) và cô đã phấn đấu vượt mọi khó khăn trong cuộc sống để từng bước hoàn thành giấc mơ. Cô tham gia vào rất nhiều đợt phỏng vấn của các công ty thời trang, và sau 3 năm ròng rã, Se-gyeong nhận được một công việc trong một công ty như vậy.
Nhưng tất cả không như mong đợi, Se-gyeong được nhận việc chỉ để làm chân sai vặt cho phu nhân của CEO công ty. Mọi thứ còn tệ hơn khi Se-gyeong phát hiện phu nhân ấy chính là kẻ thù không đội trời chung của mình thời trung học - Seo Yoon-joo. Sau nhiều biến cố suy sụp trong cuộc sống - cửa hàng bánh mỳ của gia đình bị phá sản, ngôi nhà bị tịch thu, chia tay người yêu, công việc không như ý, người yêu dính vào vụ buôn hàng trái phép, mang toàn bộ tiền tiết kiệm của cô trả nợ rồi lên tàu sang Brazil.
Se-gyeong đi vào con đường mà trước đây cô cho là tiêu cực - bắt chước cách sống của Seo Yoon-joo để có thể tiến vào khu Cheongdam-dong phồn hoa, thịnh vượng. Sau khi xóa tan mối quan hệ xấu với Yoon-joo, cô nhận được quyển nhật ký của Yoon-joo ghi chép toàn bộ bí quyết đưa một cô gái nghèo, không hề có thân phận, tiền bạc như Yoon-joo trở thành một phu nhân sống trong khu Cheongdam-dong.
Se-gyeong hạ quyết tâm để làm được điều mà cô mong muốn, biến mình thành Alice để tự lạc mình vào xứ sở thần tiên - khu Cheongdam-dong. Tuy nhiên, mọi chuyện hoàn toàn rất khó khăn, nhưng bên cạnh Se-gyeong luôn có anh chàng CEO một công ty lớn tính cách kỳ quặc, lạ lùng, có phần hơi bất bình thường, thường giả danh như thư ký của chính mình ngấm ngầm giúp đỡ, trợ giúp cho cô, tên Cha Seung-jo.
Nhưng trớ trêu thay, anh chính là chồng cũ của Seo Yoon-joo. Bị Seo Yoon-joo phản bội bên đất Pháp xa xôi, Seung-jo mang mối thù quay trở về Hàn Quốc với cái tên mới: Jean Thierry Cha.

## Nguyên tác
Lee Hye-kyung viết dựa trên cuốn tiểu thuyết Cheongdam-dong Audrey, bộ phim được viết bởi Kim Ji-woon và Kim Jin-hee, người đã viết kịch bản lịch sử Nữ hoàng Seondeok (MBC 2009) và Cây gốc rễ sâu (SBS 2012). Các nhà văn muốn miêu tả vẻ đẹp và sự mơ hồ của cái gọi là "Ngọn đồi Beverly của Seoul".

## Diễn viên

### Diễn viên chính
- Moon Geun-young vai Han Se-gyeong (Hàn Thế Quýnh)[4][5]
- Park Si-hoo vai Cha Seung-jo / Jean Thierry Cha (Xa Thừa Điều)[6][7][8]
- So I-hyeon vai Seo Yoon-joo (Từ Nhuận Châu)

### Diễn viên phụ
- Kim Ji-seok vai Tommy Hong: Nhà thiết kế kiêm "ông mai" chuyên kết duyên cho các gia đình danh gia vọng tộc
- Kim Seung-soo vai Sin Min-hyeok (Thân Dân Hách): Chồng của Yoon-joo
- Han Jin-hee vai Cha Il-nam (Xa Nhất Lam): Bố của Seung-jo
- Kim Yoo-ri vai Sin In-hwa (Thân Nhân Hoa): Em chồng của Yoon-joo
- Sin So-yool vai Choi A-jeong (Thôi Nhã Trinh)[9]: Bạn thân của Se-gyeong
- Jeong In-gi vai Han Deuk-gi (Hàn Đức Cơ)[10]: Bố của Se-gyeong
- Lee Jong-nam vai Jeong Yoon-hee (Trịnh Duẫn Hy): Mẹ của Se-gyeong
- Sin Hye-jeong vai Han Se-jin (Hàn Thế Trân)[11][12]: Em gái của Se-gyeong
- Park Gwang-hyeon vai Heo Dong-wook (Hứa Đông Húc): Bạn thân của Seung-jo
- Goo Won vai Seo Ho-min (Từ Hạo Dân): Em trai của Yoon-joo
- Choi Seong-joon vai Thư ký Moon: Thư ký riêng của Seung-jo
- Park Won-sook vai Phu nhân Jeong: Mẹ chồng của Yoon-joo
- Nam Goong-min vai So In-chan (Tô Nhân Xán)[13]: Bạn trai cũ của Se-gyeong

## Nhạc phim

### Phần 1
1. Người thầy chân dài - Baek A-yeon[14]
2. Yêu như vậy - K.Will[15]
3. Được rồi - Luna[16]
4. Tắm mưa - Every Single Day
5. Bí mật của Alice - Lee Kyung-shik
6. Paris - Jung Cha-shik
7. Trong tay bạn - Lee Kyung-shik
8. Nụ cười  - Kang Hee-chan
9. Đèn mờ - Jung Jae-woo
10. Đau đớn - Romanticisco
11. Trăng xanh - Moon Sung-nam
12. Người thầy chân dài (Inst)
13. Yêu như vậy (Inst)

### Phần 2
1. Xin lỗi- Lee Seung-hwan và Yozoh
2. Ngừng tổn thương - Melody Day
3. Alice - Every Single Day
4. Người thầy chân dài (Acoustic) - Baek A-yeon
5. Giấc mơ - Lee Kyung-shik
6. Tinh quái - Jung Cha-shik
7. Kỉ niệm cuối - Moon Sung-nam
8. Công việc thời trang - Jung Jae-woo
9. Lời tam biệt - Kang Hee-chan
10. 3 và 4 - Romanticisco
11. Trái tim khóc - Go Kyung-chun
12. Xin lỗi (Inst)
13. Người thầy chân dài (Guitar)

## Đánh giá
Theo AGB Nielsen, hai tập phim đầu tiên đã nhận được tỷ suất người xem trên toàn quốc là 8,6%, cả hai đều đứng sau đối thủ May Queen trên MBC, trong khi Giấc mơ của vua của KBS đã không được phát sóng do các diễn viên chấn thương. Xếp hạng của tập phim thứ ba đã tăng gấp đôi con số của 10,6% nhưng xếp thứ ba toàn thời gian. Tuy nhiên, trong tập 5 bộ phim đã vượt qua Giấc mơ của vua và đứng thứ hai trong bảng xếp hạng.
Trong các tập phim lần thứ 9 và thứ 10, nó đã được xếp hạng đầu tiên trong bộ phim truyền hình mới của đài MBC Gia sản trăm năm. Phần chung kết của bộ phim đã đạt được xếp hạng cao nhất với 16,6% lượt truy cập trên toàn quốc và trung bình 18,6% tại Vùng Thủ đô Quốc gia Seoul.
| Tập # | Ngày chiếu tại Hàn Quốc | Thị phần khán giả bình quân | Thị phần khán giả bình quân | Thị phần khán giả bình quân | Thị phần khán giả bình quân |
| Tập # | Ngày chiếu tại Hàn Quốc | TNmS Ratings                | TNmS Ratings                | AGB Nielsen                 | AGB Nielsen                 |
| Tập # | Ngày chiếu tại Hàn Quốc | Toàn quốc                   | Vùng thủ đô Seoul           | Toàn quốc                   | Vùng thủ đô Seoul           |
| ----- | ----------------------- | --------------------------- | --------------------------- | --------------------------- | --------------------------- |
| 1     | 1 tháng 12 năm 2012     | 8.7%                        | 10.0%                       | 8.6%                        | 9.3%                        |
| 2     | 2 tháng 12 năm 2012     | 8.3%                        | 10.3%                       | 8.6%                        | 9.4%                        |
| 3     | 8 tháng 12 năm 2012     | 11.0%                       | 13.3%                       | 10.6%                       | 10.9%                       |
| 4     | 9 tháng 12 năm 2012     | 9.7%                        | 12.0%                       | 9.1%                        | 10.1%                       |
| 5     | 15 tháng 12 năm 2012    | 13.1%                       | 14.5%                       | 12.5%                       | 13.4%                       |
| 6     | 16 tháng 12 năm 2012    | 10.9%                       | 13.1%                       | 10.2%                       | 11.4%                       |
| 7     | 22 tháng 12 năm 2012    | 11.0%                       | 13.1%                       | 10.6%                       | 11.9%                       |
| 8     | 23 tháng 12 năm 2012    | 10.6%                       | 12.8%                       | 10.9%                       | 12.1%                       |
| 9     | 5 tháng 1 năm 2013      | 17.6%                       | 19.8%                       | 15.2%                       | 16.6%                       |
| 10    | 6 tháng 1 năm 2013      | 15.0%                       | 17.1%                       | 14.7%                       | 16.2%                       |
| 11    | 12 tháng 1 năm 2013     | 15.2%                       | 17.5%                       | 14.4%                       | 15.6%                       |
| 12    | 13 tháng 1 năm 2013     | 13.9%                       | 16.3%                       | 13.5%                       | 15.0%                       |
| 13    | 19 tháng 1 năm 2013     | 12.9%                       | 13.9%                       | 15.0%                       | 16.2%                       |
| 14    | 20 tháng 1 năm 2013     | 13.4%                       | 15.3%                       | 14.4%                       | 16.6%                       |
| 15    | 26 tháng 1 năm 2013     | 14.9%                       | 16.7%                       | 15.6%                       | 16.7%                       |
| 16    | 27 tháng 1 năm 2013     | 14.8%                       | 17.1%                       | 16.6%                       | 18.6%                       |

## Phát sóng quốc tế
- Việt Nam - SNTV SCTV6 24/11/2013
- Philippines - Jeepney TV 2/1/2017
- Malaysia - 8TV